# Danilo Dâmaso
José Danilo Dâmaso de Almeida (Anadia, 4 de janeiro de 1944 — Maceió, 30 de abril de 2014) foi um político brasileiro, ex-prefeito de Marechal Deodoro, preso pela Polícia Federal diversas vezes.
Filiado ao Partido do Movimento Democrático Brasileiro (PMDB), foi preso em 2005, com outras 31 pessoas, inclusive outros prefeitos de Alagoas, durante a Operação Gabiru que investigava a existência de um esquema de desvio de dinheiro público federal destinado a prefeituras alagoanas. 
A investigação pela Polícia Federal apontou um esquema de desvio de recursos do Fundo Nacional de Desenvolvimento da Educação e outras verbas do Ministério da Educação, destinadas à aquisição de merenda escolar em municípios do interior de Alagoas. A fraude teria causado um prejuízo de 150 milhões de reais ao governo. Sua filha Daniele Dâmaso, já foi prefeita, assim como seu sobrinho Júnior Dâmaso foi candidato a prefeito em 2008.
Foi deputado estadual entre 1995 e 1996, foi candidato também em 1998 (recebeu 10 votos), e em 2010 pelo Partido Renovador Trabalhista Brasileiro, mas teve  candidatura indeferida.
Foi preso também na Operação Pandilha e na Operação Carranca, foi apontado como lider de uma quadrilha que desviou 17 milhões dos cofres públicos no Pará. Seu filho Liberalino Ribeiro de Almeida Neto, prefeito afastado de Vitória do Xingu, é acusado de ter cometido crimes junto com o pai.
Preso pela quarta vez pela Polícia Federal, sofreu problemas do coração enquanto na prisão e hidrocefalia, vindo a falecer.
Seus herdeiros foram processados pelo Ministério Público para recuperar os recursos desviados, em 25 de fevereiro de 2014 foi determinado que pagassem mais de um milhão de reais aos cofres da prefeitura de Marechal Deodoro.